# درو تيت
درو تيت (بالإنجليزية: Drew Tate)‏ هو لاعب كرة قدم أمريكية ولاعب كرة القدم الكندية أمريكي، ولد في 8 أكتوبر 1984 في باي تاون في الولايات المتحدة.